# الخصاب (تمر)
الخصاب هو تمر ينتج في محافظة الأحساء في المملكة العربية السعودية كما ينتج في بعض الدول مثل سلطنة عمان، والعراق.

## مميزات
يُعتبر صنف الخطاب متاخر النضج، ويتميز بالإنتاجية العالية، ولا يعاني مشاكل في عملية التلقيح، وتستهلك ثماره في مرحلة الرطب. وتتميز نخلة الخصاب بجمال جذعها الضخم، وأنتشار سعفها المنحني ومتوسط الأنحناء، ويُعتبر تمر الخصاب من التمور ذات اللون الأحمر في مرحلة البسر، وألياف النخلة متوسطة، لون الرطب في بني محمر، ويتميز لون التمر بني الغامق، ولون السعف أخضر مزرق، وتشمل النخلة علي عدد أشواك كثيره، ونوعية ثمار الخصاب من النوع الجيد، والجريد غليظ، والخوص عريض وطويل، وتتميز النخلة بانه مقاوم للملوحة، ومقاوم للجفاف، مقاوم للرطوبة.

## الوصف
شكل ثمرة الخصاب بيضاوي مستطيل، حيث يبلغ طول العرجون 120 سينتمتر، ويبلغ عدد الشماريخ 61 الشمراخ، ويبلغ عدد الأزهار في الشمراخ 39 زهرة، ويبلغ متوسط وزن ثمرة الخطاب 9.5 جرام، ومتوسط طول الثمرة 3.5 سينتمتر، وعرضها 2.3 سينتمتر، ويبلغ وزن البذرة 0.8 جرام، ومتوسط طول البذرة 1.8 سينتمتر، وعرضها 0.7، ويقع النقير في المنتصف.

## نسبة السكريات
الجدول التالي يمثل نسبة السكريات إلي الوزن الجاف لثمرة.
| النوع             | النسبة     |
| ----------------- | ---------- |
| السكريات الأحادية | %84.6      |
| البروتينات        | %4.5-3.62  |
| الدهون            | %0.43-0.08 |
| البكتينات         | %3.48-0.72 |

## العناصر المعدنية
تحتوي ثمرة الخطاب علي العناصر المعدنية بنسبة (1.1-1.36)، وفيما يلي نسبة المواد المعدنية بالملي جرام لكل 100 جرام من الوزن الجاف للثمرة.
| النوع    | النسبة    |
| -------- | --------- |
| بوتاسيوم | 829-820   |
| فسفور    | 62.3-54.6 |
| مغنسيوم  | 36.0-33.2 |
| حديد     | 1.25-1.14 |
| زنك      | 0.31-0.17 |
| نحاس     | 0.34-0.27 |
| منغنيز   | 1.94-0.89 |
| صوديوم   | 5.9-4.2   |